# Аеди
Аеди (грец. αειδο — співаю, оспівую та αοιδος — співець) — в Стародавній Греції співці-професіонали, яких утримувала громада або царі (базилевси). Аеди були також мандрівні. Аеди складали й виконували в супроводі струнних інструментів (ліри, кіфари) епічні пісні.

## Джерело
- Українська радянська енциклопедія : у 12 т. / гол. ред. М. П. Бажан ; редкол.: О. К. Антонов та ін. — 2-ге вид. — К. : Головна редакція УРЕ, 1974–1985.